# Michael LeMoyne Kennedy
Pour les articles homonymes, voir LeMoyne.
Michael LeMoyne Kennedy, né le 27 février 1958 et mort le 31 décembre 1997, il est le sixième des onze enfants de Robert F. Kennedy et Ethel Skakel.

## Enfance
Michael Kennedy est né à Washington et reçoit le nom d'un ami de la famille, Kirk LeMoyne Billings. Kirk LeMoyne B, connu sous le nom de « Lem », a été le colocataire, au collège, de John F. Kennedy, président des États-Unis, oncle de Michael — et ami proche de la famille Kennedy.
Michael a 5 ans quand John F. Kennedy est assassiné et 10 ans lorsque son père, candidat à la présidentielle, Robert F. Kennedy, est également assassiné.

## Scolarité et carrière
Il obtient un baccalauréat en sciences, diplômé de l'université Harvard dans les années 1980. Il obtient en 1984 son doctorat à l'École de droit de l'université de Virginie. Après l'obtention de son diplôme en droit, Kennedy s'installe à Boston, et travaille brièvement pour un cabinet d'avocat,.
Kennedy est à la tête de l'organisation à but non lucratif de son frère Joe, Citizens Energy Corporation (en), qui fournit de l'huile de chauffage et des services pour les personnes âgées et les ménages pauvres dans le Massachusetts et dans d'autres États.
Kennedy co-préside le Walden Woods Project (en), une organisation à but non lucratif afin de préserver l'étang de Walden à Concord, dans le Massachusetts. En 1994, il co-fonde Stop Handgun Violence (en), un groupe qui contribue à sensibiliser le public au sujet des armes de poing. La même année, il aide à organiser la campagne de réélection de son oncle Ted Kennedy au Sénat contre Mitt Romney.

## Vie privée
Kennedy épouse Victoria Denise Gifford, fille de l'ancien joueur de football américain et commentateur sportif Frank Gifford et Maxine Avis Ewart, le 14 mars 1981, à New York.
Il est l'auteur de la troisième branche agnatique issue de Robert Francis Kennedy (1925-1968), aujourd'hui représentée par son fils Michael LeMoyne Kennedy Jr (né en 1983).
Michael LeMoyne Kennedy et son épouse Victoria ont un fils, Michael LeMoyne Kennedy Jr (né le 9 janvier 1983), et deux filles, Kyle Francis Kennedy (né le 6 juillet 1984), Rory Gifford Kennedy (né le 14 novembre 1987), et réside à Cohasset (Massachusetts), jusqu'à sa mort en décembre 1997.
Michael LeMoyne Jr et sa femme Mary Campbell, ont un fils, Michael Campbell Kennedy, né en 2014, et une fille, Ethel Quinn Campbell Kennedy, née en 2016. En 2018, Michael et Mary ont deux filles jumelles, Kathleen Campbell Kennedy et Caroline Campbell Kennedy. Kyle et son mari Liam Kerr ont des fils Conor Nash Kerr (2014) et Declan François Kerr (2016). Une fille, la sœur jumelle de Conor, Joséphine Ethel Kerr, est morte très jeune, en 2014. En 2017, Rory et son mari, David, ont leur premier enfant, Miller Michael DiCamillo.
En 1997, Michael Lemoyne père est accusé d'avoir une liaison avec l'ancienne baby-sitter de la famille. Des allégations sont rapportées que l'affaire a commencé trois ans avant, lorsque la baby-sitter était âgée de seulement 14 ans. Kennedy a réussi trois tests au détecteur de mensonge affirmant qu'il n'a pas eu de relations sexuelles avec l'adolescente avant l'âge de 16 ans, âge minimum légal dans le Massachusetts. Kennedy est placé sous le coup d'une enquête pour viol. La baby-sitter, cependant, n'a pas coopéré avec les procureurs.[réf. nécessaire] Peu de temps après que le scandale a éclaté, Kennedy et son épouse se sont séparés. Après l'affaire, il effectue un séjour dans un centre de réadaptation pour alcoolique du Maryland.

## Décès
Kennedy meurt le 31 décembre 1997, dans un accident de ski à Aspen Mountain, au Colorado.  Il joue au football — à skis — avec plusieurs autres membres de la famille Kennedy quand, à environ 16 h 15, il heurte un arbre. Kennedy ne portait pas de casque ou autres protections. Certaines personnes ont affirmé que la famille avait déjà été avertie par les pisteurs de cesser leur jeu. D'autres ont déclaré que les pisteurs n'avaient pas émis de tels avertissements. Kennedy est pris en charge à l’hôpital d'Aspen Valley, où il est déclaré mort à 17 h 50.
Il est inhumé le 3 janvier 1998, dans la parcelle familiale au cimetière d’Holyhood à Brookline, dans le Massachusetts.